# Линберг, Борис Эдмундович
Борис Эдмундович Линберг (16 апреля 1885, Шацк, Тамбовская губерния, Российская империя — 31 мая 1965, Москва, СССР) — советский хирург, доктор медицинских наук (1922), профессор (1923), заслуженный деятель науки РСФСР (1943), лауреат Ленинской премии (1961). Член ВКП(б)/КПСС с 1939 г.

## Биография
Родился 16 апреля 1885 года на территории нынешнего Шацкого района Рязанской области, потомок шведских переселенцев.
После окончания медицинского факультета Московского университета (1911) работал в участковых больницах Самарской губернии, а с 1913 г.— на кафедре факультетской хирургии Саратовского университета под руководством С. Р. Миротворцева.
Во время первой мировой войны — на военной службе, после демобилизации вернулся в Саратов. С 1918 года ассистент, затем доцент на кафедре факультетской хирургии Саратовского университета. В 1922 г. защитил диссертацию.
Заведующий кафедрами:
- с 1923 — факультетской хирургии Смоленского университета;
- с 1933 — хирургической клиники 4-го ММИ,
- с 1942 — факультетской хирургии ММИ М3 РСФСР (на базе Московского областного научно-исследовательского клинического института).
- с 1951 — общей хирургии Московского медицинского стоматологического института.

Научные труды Б. Э. Линберга (185 печатных работ), в том числе главы в пяти монументальных изданиях, 3-х справочниках по хирургии и терапии, главы в БМЭ (1946—1948), главы в трудах ВОВ (1941—1945) под редакцией Е. И. Смирнова, в трудах многочисленных съездов, конгрессов, пленумов, в брошюрах, журналах и т. д. по содержанию делятся на 4 основных раздела:
1. Гнойные заболевания лёгких и плевры (53)
2.Ранение органов грудной клетки (31)
3. Общие вопросы грудной хирургии (32)
4. Прочие: общая хирургия, злокачественные новообразования в лёгких, травма и травматизм.
Десять работ напечатаны за рубежом.
В 1933 г. организовал первое в СССР специализированное отделение грудной хирургии. В 1939 г. во время советско-финской войны был инициатором создания армейского госпиталя для раненных в грудь.
Один из первых в СССР выполнил успешные операции лобэктомии и пневмонэктомии.
Разработал технику закрытого дренирования при травматическом гемопневмотораксе, «лестничной» торакопластики и плеврэктомии при эмпиемах плевры, мышечной пластики остаточных плевральных полостей, новый метод пластики пахового канала при грыжах, модификацию лопаточно-грудной резекции плечевого пояса при злокачественных опухолях.
Доктор медицинских наук (1922), профессор (1923), заслуженный деятель науки РСФСР (1943), лауреат Ленинской премии (1961). Награждён орденами Ленина, Трудового Красного Знамени и медалями.
Сочинения:
- Лечение военных огнестрельных ранений груди, М., 1942;
- Хронические эмпиемы и бронхиальные свищи раневого происхождения, М., 1945;
- Двадцатилетний опыт хирургического лечения хронических лёгочных нагноений, Труды 26-го Всесоюз, съезда хир., с. 258, М., 1956 (совм, с Колобовой Г. А.).

Умер в Москве 31 мая 1965 года.

#### Семья
Жена — Вера Алексеевна Городкова (1890—1962). Дочь — Линберг Татьяна Борисовна (1915—1997), жена художника Аркадия Интезарова.
14 ноября 1948 г. Линберг Б. Э. женился на Гуровой Елене Георгиевне (30.12.1908 — 30.01.1989) и 4 июля 1949 г. усыновил её дочь, Гурову Марину Борисовну (07.05.1941 — 29.12.2009). Гурова Е. Г. профессор, доктор медицинских наук, в течение 15 лет возглавляла кафедру общей хирургии Рязанского медицинского института. Гурова Марина Борисовна, хирург, кандидат медицинских наук.